# Omus
Omus is een geslacht van kevers uit de familie van de loopkevers (Carabidae). De wetenschappelijke naam van het geslacht is voor het eerst geldig gepubliceerd in 1829 door Eschscholtz.

## Soorten
Het geslacht Omus omvat de volgende soorten:
- Omus ambiguus Schaupp, 1884
- Omus angustocylindricus W.Horn, 1913
- Omus audouini Reiche, 1838
- Omus californicus Eschscholtz, 1829
- Omus cazieri Van den Berghe, 1994
- Omus dejeanii Reiche, 1838
- Omus edwardsii Crotch, 1874
- Omus hornii LeConte, 1875
- Omus intermedius Leng, 1902
- Omus laevis G.Horn, 1866
- Omus laticollis Casey, 1916
- Omus punctifrons Casey, 1897
- Omus sequoiarum Crotch, 1874
- Omus submetallicus G.Horn, 1868
- Omus tularensis Casey, 1909
- Omus vanlooi Nunenmacher, 1940